# ورم غدي كيسي
الوَرَمٌ الغُدِّيٌّ الكيسِيّ (بالإنجليزية: Cystadenoma)‏ هو أحد أنواع الأورام الكيسية، وفي حالة تحوله إلى ورم مسرطن فإنه يسمي بالسرطانة الغدية الكيسية.

## التصنيف

### حسب الشكل
- ورم غدي كيسي مصلي (8441-8442).
- ورم غدي كيسي حليمي (8450-8451, 8561).
- ورم غدي كيسي موسيني (8470-8473).

### حسب المكان
- ورم غدي كيسي شبيه ببطانة الرحم.
- ورم غدي كيسي بالقناة الصفراوية.
- ورم غدي كيسي موسيني بالزائدة الدودية.

مصطلح ورم غدي كيسي من الممكن أن يشير إلى «هيدروسيستوما» وهو ورم غدي ينشأ من الغدد العَرَقية.

## وصلات خارجية
- Picture of serous cystadenoma
- Serous cystadenoma of pancreas في موقع إي ميديسين
- Biliary cystadenoma/cystadenocarcinoma في موقع إي ميديسين
- - Slide: Papillary Cystadenoma of Epididymis